# Tom Chorske
Thomas Patrick "Tom" Chorske, född 18 september 1966, är en amerikansk före detta professionell ishockeyforward som tillbringade elva säsonger i den nordamerikanska ishockeyligan National Hockey League (NHL), där han spelade för ishockeyorganisationerna Montreal Canadiens, New Jersey Devils, Ottawa Senators, New York Islanders, Washington Capitals, Calgary Flames och Pittsburgh Penguins. Han producerade 237 poäng (115 mål och 122 assists) samt drog på sig 225 utvisningsminuter på 596 grundspelsmatcher. Chorske spelade även för HC Devils Milano i Alpenliga och Serie A, Canadiens de Sherbrooke och Utica Devils i American Hockey League (AHL), Houston Aeros i International Hockey League (IHL) och Minnesota Golden Gophers i National Collegiate Athletic Association (NCAA).
Han draftades av Montreal Canadiens i första rundan i 1985 års draft som 16:e spelare totalt.
Chorske vann Stanley Cup med New Jersey Devils för säsongen 1994–1995.
Efter ishockeykarriären har han arbetat inom affärsutveckling och försäljning samt varit sportkommentator i radio och TV för NHL-sändningar.

## Statistik
| 1984–1985   | Minneapolis Southwest High |             | 23  | 44  | 26  | 70  | —   | —  | — | —  | —  | —  |
| 1985–1986   | Minnesota Golden Gophers   | NCAA        | 39  | 6   | 4   | 10  | 16  | —  | — | —  | —  | —  |
| 1986–1987   | Minnesota Golden Gophers   | NCAA        | 47  | 20  | 22  | 42  | 20  | —  | — | —  | —  | —  |
| 1987–1988   | USA:s ishockeylandslag     |             | 36  | 9   | 16  | 25  | 24  | —  | — | —  | —  | —  |
| 1988–1989   | Minnesota Golden Gophers   | NCAA        | 37  | 25  | 24  | 49  | 28  | —  | — | —  | —  | —  |
| 1989–1990   | Montreal Canadiens         | NHL         | 14  | 3   | 1   | 4   | 2   | —  | — | —  | —  | —  |
|             | Canadiens de Sherbrooke    | AHL         | 59  | 22  | 24  | 46  | 54  | 12 | 4 | 4  | 8  | 8  |
| 1990–1991   | Montreal Canadiens         | NHL         | 57  | 9   | 11  | 20  | 32  | —  | — | —  | —  | —  |
| 1991–1992   | New Jersey Devils          | NHL         | 76  | 19  | 17  | 36  | 32  | 7  | 0 | 3  | 3  | 4  |
| 1992–1993   | New Jersey Devils          | NHL         | 50  | 7   | 12  | 19  | 25  | 1  | 0 | 0  | 0  | 0  |
|             | Utica Devils               | AHL         | 6   | 1   | 4   | 5   | 2   | —  | — | —  | —  | —  |
| 1993–1994   | New Jersey Devils          | NHL         | 76  | 21  | 20  | 41  | 32  | 20 | 4 | 3  | 7  | 0  |
| 1994–1995   | New Jersey Devils          | NHL         | 42  | 10  | 8   | 18  | 16  | 17 | 1 | 5  | 6  | 4  |
|             | HC Devils Milano           | Serie A     | 7   | 11  | 5   | 16  | 6   | —  | — | —  | —  | —  |
|             | HC Devils Milano           | Alpenliga   | 4   | 6   | 7   | 13  | 2   | —  | — | —  | —  | —  |
| 1995–1996   | Ottawa Senators            | NHL         | 72  | 15  | 14  | 29  | 21  | —  | — | —  | —  | —  |
| 1996–1997   | Ottawa Senators            | NHL         | 68  | 18  | 8   | 26  | 16  | 5  | 0 | 1  | 1  | 2  |
| 1997–1998   | New York Islanders         | NHL         | 82  | 12  | 23  | 35  | 39  | —  | — | —  | —  | —  |
| 1998–1999   | New York Islanders         | NHL         | 2   | 0   | 1   | 1   | 2   | —  | — | —  | —  | —  |
|             | Washington Capitals        | NHL         | 17  | 0   | 2   | 2   | 4   | —  | — | —  | —  | —  |
|             | Calgary Flames             | NHL         | 7   | 0   | 0   | 0   | 2   | —  | — | —  | —  | —  |
| 1999–2000   | Pittsburgh Penguins        | NHL         | 33  | 1   | 5   | 6   | 2   | —  | — | —  | —  | —  |
| 2000–2001   | Houston Aeros              | IHL         | 78  | 27  | 25  | 52  | 36  | 7  | 3 | 2  | 5  | 4  |
| NHL totalt  | NHL totalt                 | NHL totalt  | 596 | 115 | 122 | 237 | 225 | 50 | 5 | 12 | 17 | 10 |
| AHL totalt  | AHL totalt                 | AHL totalt  | 65  | 23  | 28  | 51  | 56  | 12 | 4 | 4  | 8  | 8  |
| NCAA totalt | NCAA totalt                | NCAA totalt | 123 | 51  | 50  | 101 | 64  | —  | — | —  | —  | —  |

### Internationellt
| Källa:        | Källa:        | Källa:        |         | Utv = Utvisningsminuter | Utv = Utvisningsminuter | Utv = Utvisningsminuter | Utv = Utvisningsminuter | Utv = Utvisningsminuter |
| År            | Lag           | Mästerskap    | Matcher | Mål                     | Assists                 | Poäng                   | Utv                     |                         |
| ------------- | ------------- | ------------- | ------- | ----------------------- | ----------------------- | ----------------------- | ----------------------- | ----------------------- |
| 1986          | USA           | JVM           | 7       | 1                       | 0                       | 1                       | 2                       |                         |
| 1989          | USA           | VM            | 9       | 2                       | 1                       | 3                       | 6                       |                         |
| 1996          | USA           | VM            | 8       | 1                       | 2                       | 3                       | 17                      |                         |
| 1998          | USA           | VM            | 6       | 1                       | 1                       | 2                       | 0                       |                         |
| 1999          | USA           | VM            | 6       | 1                       | 1                       | 2                       | 4                       |                         |
| Junior totalt | Junior totalt | Junior totalt | 7       | 1                       | 0                       | 1                       | 2                       |                         |
| Senior totalt | Senior totalt | Senior totalt | 29      | 5                       | 5                       | 10                      | 26                      |                         |